# The Tears
I The Tears sono stati un gruppo musicale rock britannico formatosi nel 2004 e attivo fino al 2006.

## Storia del gruppo
Il gruppo è stato fondato e portato avanti da due musicisti, ai tempi ex componenti dei Suede, ossia Brett Anderson e Bernard Butler.
Grazie all'aiuto di altri colleghi, il duo ha realizzato un album in studio, uscito nel giugno 2005 e intitolato Here Come the Tears. L'album ha raggiunto la posizione #15 della classifica britannica di vendita Official Albums Chart.
Nel 2006 il gruppo si è separato, con Anderson che ha proseguito la sua carriera da solista, mentre Butler ha iniziato l'attività di produttore a tempo pieno.

## Discografia

### Album
- 2005 - Here Come the Tears

### Singoli
- 2005 - Refugees
- 2005 - Lovers